# Võ Đông Điền
Võ Đông Điền (sinh năm 1952) là một nhạc sĩ, nhà giáo người Việt Nam được biết đến nhiều qua các sáng tác Tiếng hát chim đa đa, Xin đừng trách đa đa, Đêm giao thừa nghe một khúc dân ca, Màu hoa bí, Hoa tím bằng lăng.

## Cuộc đời
Ông sinh ngày 31 tháng 10 năm 1952 tại Thủ Dầu Một, Bình Dương.
Ông dạy văn ở một trường Phổ thông cấp 3 tỉnh từ năm 1975 đến năm 1983, sau đó dạy nhạc tại Trường Cao đẳng Sư phạm Sông Bé từ năm 1983 đến năm 2005.
Năm 1978, ông viết ca khúc đầu tay là Anh sẽ về thăm quê em.
Năm 1993, ông sáng tác ca khúc Tiếng hát chim đa đa nhưng mãi đến năm 1999 khi ca sĩ Quang Linh hát thì bài hát mới trở nên phổ biến - đoạt giải thưởng "Ca khúc được yêu thích nhất năm" của giải Làn Sóng Xanh. Cũng trong năm này, ông sáng tác bài Xuân trên đồi bằng lăng được chọn làm nhạc cho bộ phim truyền hình cùng tên. Năm 2001, Trung tâm Thúy Nga thâu lại bài này cho Trường Vũ và Như Quỳnh với lời 2 là Hoa tím bằng lăng.
Năm 2003, nhạc sĩ Võ Đông Điền chuyển công tác từ Sở Giáo dục - Đào tạo sang Hội Văn học nghệ thuật tỉnh với chức danh Phó Chủ tịch hội. Đến năm 2005, ông được tín nhiệm bầu làm chủ tịch hội cho đến nay.
Ngoài vai trò nhạc sĩ tân nhạc, ông còn viết cả ca cổ và làm thơ. Năm 2009, ông xuất bản tập ca cổ Bình Dương mùa trái chín.

## Giải thưởng
- Huy chương Vì sự nghiệp giáo dục, Huy chương Vì sự nghiệp văn hóa, Kỷ niệm chương Vì sự nghiệp VH-NT Việt Nam,[2]
- Kỷ niệm chương Vì sự nghiệp nhiếp ảnh Việt Nam, Kỷ niệm chương Vì sự nghiệp mỹ thuật Việt Nam, Kỷ niệm chương Vì sự nghiệp tuyên giáo,[2]
- Giải thưởng Huỳnh Văn Nghệ năm 2000, Giải thưởng Làn Sóng Xanh 1999,[2]
- Giải II (không có giải I) cuộc thi Giai điệu trái tim do Đài Truyền hình TP.Hồ Chí Minh tổ chức năm 2000,[2]
- Giải A cuộc thi sáng tác âm nhạc do Hội Nhạc sĩ Việt Nam tổ chức năm 2014.[2]

## Sáng tác
Danh sách này không đầy đủ, bạn cũng có thể giúp mở rộng danh sách.

### Tân nhạc
- Anh sẽ về thăm quê em (1978)
- Bất chợt ta nhìn nhau
- Bình Dương một khúc tình quê
- Bến mơ
- Đêm giao thừa nghe một khúc dân ca
- Em tôi
- Hoa tím bằng lăng (lời 2 của Xuân trên đồi bằng lăng)
- Màu hoa bí[5]
- Mưa xuân
- Người đẹp Bình Dương
- Nhớ một thời áo trắng
- Nhớ quê
- Những cánh diều quê hương
- Tình quê mùa hẹn
- Tiếng hát chim đa đa (1993)
- Tiếng sáo đêm trăng
- Trường xưa kỷ niệm
- Xin đừng trách đa đa (2000)
- Xuân trên đồi Bằng Lăng
- Vẫn là em đó sao
- Về Huế

### Tân cổ
- Bình Dương mùa trái chín
- Bông bưởi trắng
- Núi đôi (thơ Vũ Cao)